# محمدحسین مقیمی
محمدحسین مقیمی (زادهٔ ۱۳۲۹ خمین) سیاست‌مدار و فن‌سالار ایرانی، که در دولت دوازدهم به عنوان استاندار تهران فعالیت می‌کرد.وی هم اکنون بازنشسته است . 
وی دارای مدرک کارشناسی ارشد مهندسی مکانیک از دانشگاه شیراز و کارشناسی ارشد مدیریت سیستم‌ها و بهره‌وری از دانشگاه صنعتی امیرکبیر می‌باشد. او فعالیت خود را از جهاد سازندگی آغاز کرد و در سال ۱۳۵۸ شهردار خمین و در سال ۱۳۶۸ قائم‌مقام معاون اجرایی رئیس‌جمهور اکبر هاشمی رفسنجانی بود.